# Expéditions de Perdiccas II de Macédoine contre les Lyncestes

Les expéditions de Perdiccas II de Macédoine contre les Lyncestes se déroulent vers 424 av. J.-C. au début la guerre du Péloponnèse. Elles voient l'intervention du stratège spartiate Brasidas dans les affaires de Macédoine et le maintien de l'indépendance de la Lyncestide.

## Contexte historique
Ces expéditions en Lyncestide, une région de Haute-Macédoine située à l'ouest de la Bottiée, sont racontées par Thucydide dans l’Histoire de la guerre du Péloponnèse. Contemporain du récit, il mène d'ailleurs une bataille perdue menant à la prise d'Amphipolis par Brasidas ; cette défaite lui vaut d'être exilé jusqu'à la fin de la guerre. Il décrit donc en détail les différentes trahisons qu'induit ces expéditions. Ces dernières ont pour origine la révolte contre Perdiccas II de Macédoine du roi de Lyncestide, Arrhabaios ; révolte en grande partie encouragée par Athènes qui a implanté des colonies dans la vallée Strymon dont la plus importante est Amphipolis.

## La première expédition
Allié à Brasidas, Perdiccas II part en campagne contre Arrhabaios, le roi de Lyncestide vers 424 av. J.-C. Seulement Brasidas, désireux de privilégier les intérêts spartiates à ceux de ses alliés, décide, à la frontière de la Lyncestide, de parlementer avec Arrhabaios pour le convaincre de rejoindre la Ligue du Péloponnèse. De plus, Arrhabaios souhaite établir une entente sous l'égide spartiate.
Cependant Perdiccas ne l'entend pas ainsi ; c'est pourquoi, arguant qu'il est pour moitié dans les dépenses de l'expédition, il refuse cette alliance. Malgré cela, Brasidas décide de retirer ses troupes tandis que la Ligue chalcidienne n'intervient pas non plus pour aider Perdiccas qui doit dès lors mettre fin à cette première campagne contre les Lyncestes. En représailles, sans pour autant rompre son alliance avec Sparte, ce dernier diminue sa participation aux subsistances au tiers.

## La deuxième expédition
En 423 av. J.-C., Perdiccas parvient à organiser une deuxième expédition avec l'aide de Sparte car l'armée macédonienne a participé à la prise d'Amphipolis. À nouveau alliés contre Arrhabaios, Perdiccas et Brasidas entrent en Lyncestide et engagent la bataille à la tête de 4 000 hommes formés de contingents macédoniens et spartiates ainsi que de troupes envoyées par les cités grecques de la région et de nombreux « barbares » (Thraces et Illyriens). Les Lyncestes sont lourdement défaits et sont contraints de fuir sur les hauteurs.
Perdiccas compte marcher contre la Lyncestide, mais Brasidas veut lui faire face à une éventuelle intervention des Athéniens contre la cité de Mendè. Un contingent d'Illyriens, enrôlés comme mercenaires, est censé rejoindre la coalition ; mais il trahit sa cause et passe du côté d'Arrhabaios. Les troupes de Perdiccas fuient face à un adversaire, dont le nombre est surestimé, à la réputation de farouches guerriers ; tandis que Brasidas décide de faire retraite tout en portant un coup à l'ennemi avec trois cents soldats d'élite en arrière-garde. Les Illyriens pensant qu'il fuit réellement subissent de sérieuses pertes . Toutes les attaques des Illyriens sont repoussées et les Spartiates continuent leur retraite entre chaque assaut. Une partie de l'armée illyrienne abandonne et se lance à la poursuite des Macédoniens, l'autre attend Brasidas au défilé menant au royaume de Perdiccas et qui est le seul chemin pour fuir, probablement le col de Banja. Mais Brasidas s'en aperçoit et désigne des volontaires pour prendre rapidement la colline où l'embuscade se prépare. Après avoir contrôlé les hauteurs du défilé, il peut sans difficulté parvenir en Macédoine car les Illyriens ont abandonné le terrain.
En représailles à la fuite des troupes de Perdiccas, les Spartiates ont pillé une partie du pays, notamment la cité d'Arnissa. Perdiccas commence dès lors à se rapprocher d'Athènes.

## La harangue de Brasidas
Le discours prononcé par Brasidas pour haranguer ses troupes face aux Illyriens est typique de Thucydide qui cherche à faire parler les protagonistes du conflit avec impartialité. Ainsi, alors qu'il a lui-même perdu la bataille d'Amphipolis contre Brasidas, il n'en fait pas pour autant une « mauvaise personne », son discours le montrant plutôt comme une personne intelligente. À la vue de l'approche historique de l'auteur, on peut penser que ce discours est assez proche du véritable discours prononcé. Il n'est, en effet, pas étonnant qu'un général exhorte ses troupes avant la bataille ni qu'en tant que Grec, il porte un regard dédaigneux sur ceux qu'il appelle les « barbares ».
Brasidas se refuse donc à fuir face à l'ennemi, même après la trahison de Perdiccas. Il tient à exhorter ses troupes en mettant en avant leur valeur propre, en insistant sur le fait qu'ils n'ont nul besoin d'alliés car leur valeur est suffisante, tout en opérant une comparaison avec le système oligarchique spartiate qui donne le pouvoir à une minorité. Ensuite, il exploite les stéréotypes à l'encontre des barbares, qui, malgré leur nombre, leur apparence effrayante et leurs cris guerriers, demeurent de faibles guerriers.
L'alliance fragile entre la Macédoine et la Ligue du Péloponnèse est caractéristique des relations de la Macédoine avec les États grecs du fait de leur grécité encore peu acceptée et des intérêts régionaux divergents. Perdiccas doit se résoudre à reconnaître l'indépendance d'Arrhabaios. Vers 423 av. J.-C., Perdiccas rallie finalement la cause d'Athènes.

### Sources antiques
- Thucydide, La Guerre du Péloponnèse [détail des éditions] [lire en ligne], IV.